# Niels Bredal

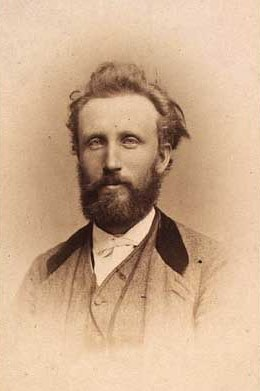
Niels Anders Bredal.

Niels Anders Bredal, född 22 juni 1841 i Köpenhamn, död 14 februari 1888, var en dansk målare, son till kompositören Ivar Frederik Bredal.
Bredal blev 1860 elev vid Kunstakademiet och utbildade sig till landskapsmålare, men föredrog motiv i vilka återgivande av arkitektur spelar en väsentlig roll.
Han började utställa 1865 och tillbragte åren 1873-1880 i Italien. Efter att ha vinnlagt sig om akvarellmåleriets teknik och hemsänt arbeten inom denna målningsart återgav han med mycken kraft och känsla naturen vid Isefjordens stränder och i Sydjylland, därvid röjande större intresse för det rent landskapliga.